# (3097) Tacitus
(3097) Tacitus es un asteroide perteneciente al cinturón de asteroides descubierto por Ingrid van Houten-Groeneveld, Cornelis Johannes van Houten y Tom Gehrels el 24 de septiembre de 1960 desde el observatorio del Monte Palomar, Estados Unidos.

## Designación y nombre
Tacitus fue designado inicialmente como 2011 P-L.
Posteriormente, en 1986, se nombró en honor del historiador romano Tácito (h.55-120).

## Características orbitales
Tacitus orbita a una distancia media de 2,929 ua del Sol, pudiendo acercarse hasta 2,666 ua y alejarse hasta 3,193 ua. Tiene una inclinación orbital de 7,465 grados y una excentricidad de 0,08994. Emplea 1831 días en completar una órbita alrededor del Sol.

## Características físicas
La magnitud absoluta de Tacitus es 12,3.